# Populonia Stazione
Populonia Stazione è una frazione del comune italiano di Piombino, nella provincia di Livorno, in Toscana.
La frazione costituisce la sede della circoscrizione comunale "Populonia-Fiorentina".

## Geografia fisica
La frazione di Populonia Stazione è situata nella pianura della costa degli Etruschi, a 10 m d'altitudine e circa 9 km a nord della città di Piombino. Il borgo costituisce il centro abitato moderno e lo scalo ferroviario dell'antico centro di Populonia, posto sul promontorio che si affaccia sul mar Tirreno 6 km a ovest; confina inoltre con le frazioni di Venturina Terme a nord, Baratti a nord-ovest e Fiorentina a sud.

## Storia
Il borgo nacque nelle immediate vicinanze della tenuta di Poggio all'Agnello, una delle più importanti fattorie delle campagne piombinesi appartenuta alla famiglia dei conti Desideri, proprietari terrieri latifondisti nel XVIII secolo, dopo la realizzazione della strada della Principessa (1804-1805) da parte di Elisa Bonaparte Baciocchi, sorella di Napoleone Bonaparte e principessa di Lucca e Piombino. Conobbe infine un particolare sviluppo in seguito alla bonifica del lago di Rimigliano avvenuta per iniziativa di Leopoldo II di Lorena nella prima metà del XIX secolo e all'inaugurazione della stazione ferroviaria, che conferirà il nome al borgo, nel 1892. Nel corso del XX secolo ha conosciuto un incremento urbanistico che ne ha aumentato la popolazione e i servizi pubblici (ufficio postale, scuole elementari).

## Infrastrutture e trasporti
La frazione e il vicino centro archeologico sono serviti da una propria stazione ferroviaria (stazione di Populonia) disposta lungo la ferrovia Campiglia Marittima-Piombino inaugurata nel 1892.